# 8577 Шозеїкоморі
8577 Шозеїкоморі (8577 Choseikomori) — астероїд головного поясу, відкритий 7 листопада 1996 року.
Тіссеранів параметр щодо Юпітера — 3,539.